# جون فريمان (سياسي أسترالي)
جون فريمان (بالإنجليزية: John Freeman)‏ هو سياسي أسترالي، ولد في 8 نوفمبر 1894 في أستراليا، وتوفي في 3 أبريل 1970 في سيدني في أستراليا. حزبياً، نشط في حزب العمال الأسترالي. وقد انتخب عضو الجمعية التشريعية نيو ساوث ويلز عن دائرة بلاكتاون ‏ (18 أغسطس 1945 – 16 فبراير 1959).